# Ritsu Doan
Ritsu Doan (n. 16 iunie 1998, Amagasaki, Japonia) este un fotbalist japonez.
Doan a debutat la echipa națională a Japoniei în anul 2018.

## Statistici
| Japonia | Japonia | Japonia |
| An      | Meciuri | Goluri  |
| ------- | ------- | ------- |
| 2018    | 5       | 1       |
| 2019    | 13      | 2       |
| 2020    | 2       | 0       |
| Total   | 20      | 3       |